# Henicops milledgei
Henicops milledgei är en mångfotingart som beskrevs av Hollington och Edgecombe 2004. Henicops milledgei ingår i släktet Henicops och familjen fåögonkrypare. Inga underarter finns listade i Catalogue of Life.